# Milka Babović
Milka Babović (Skoplje, 27. listopada 1928. – Zagreb, 26. prosinca 2020.), bila je hrvatska sportska novinarka, televizijska komentatorica i atletičarka, te stručni suradnik olimpijskih i eurovizijskih programa.

## Životopis
Milka Babović rodila se 1928. godine u Skoplju. Osnovnu školu i prve razrede gimnazije pohađala je u Hercegovini,  Sarajevu i Crnoj Gori (u selu očeve obitelji), poslije Drugoga svjetskog rata živjela je u Rumi (kod majčine obitelji) i Beogradu, a u Zagreb je stigla 1948. godine. Pokušaj na studiju tehničke kemije nije uspio, ali je završila pedagošku akademiju s naglascima na tjelesni odgoj te hrvatski i njemački jezik.
Nije se opredjeljivala po nacionalnosti niti odobravala diskriminacije drugih u tom pogledu.
Preminula je 26. prosinca 2020. godine u 93. godini života od komplikacija uzrokovanih bolešću COVID-19.

## Atletika
Atletikom se počela baviti 1945. godine na cross natjecanju održanom u Srijemskoj Mitrovici. Baveći se atletikom u karijeri je uz brojne naslove oborila 25 državnih rekorda. Višestruka je državna prvakinja Jugoslavije te dvostruka studentska prvakinja (1953. Dortmund, 1957. Pariz).

## Sportsko novinarstvo
Najveći trag u sportskom novinarstvu ostavila je radom na Hrvatskoj televiziji. Novinarstvom se počela baviti 1949. godine. Jedna je od osnivačica i dugogodišnjih urednica sportske redakcije tadašnje TV Zagreb. Uzor joj je, u novinarskim početcima, bio Hrvoje Macanović, poznati sportaš i novinar.

## Priznanja
- Najbolja sportašica Jugoslavije 1953. i 1955. godine.
- Najbolja sportašica NR Hrvatske 1952., 1953. i 1955. godine u izboru Sportskih novosti.
- Priznanje Milan Grlović Hrvatskog novinarskog društva 2003. godine.
- Nagrada Franjo Bučar 2014. godine
- Nagrada grada Zagreba (posmrtno) 2021. godine.

## TV show
- Godine 1973. (1. sezona, 7. epizoda) nastupila je u zabavnoj seriji Obraz uz obraz.[7]
- Bila je jedna od sutkinja TV showa Ples sa zvijezdama, u produkciji HRT-a od 2006. do 2013. godine.

## Vanjske poveznice
- HRT – sportski program  Arhivirana inačica izvorne stranice od 17. veljače 2006. (Wayback Machine)
- Nedeljom u 2 gost Milka Babović
- montenegrina.net: Milka Babović – Stranica mog života (crnog.)